# ベルナルド・セグラ
ベルナルド・セグラ （Bernardo Segura Rivera、1970年2月11日 - ）は、メキシコの陸上競技選手。1996年アトランタオリンピック男子20km競歩の銅メダリストである。1994年5月7日、ベルゲンで開催された競技会で20000m競歩で1時間17分27秒6の世界記録を樹立した。

## シドニーオリンピック
シドニーオリンピック20km競歩決勝、セグラとポーランドのロベルト・コジェニョフスキはオリンピック記録を更新するペースでスタジアムに入ってきた。セグラは粘るコジェニョフスキを何とか押さえ1位でゴール。優勝した彼にメキシコの大統領から電話で祝福を受けるも、ゴールから15分後、彼の失格がアナウンスされた。